# 3712 Kraft
3712 Kraft è un asteroide della fascia principale. Scoperto nel 1984, presenta un'orbita caratterizzata da un semiasse maggiore pari a 2,7354347 au e da un'eccentricità di 0,2552283, inclinata di 31,70167° rispetto all'eclittica.
L'asteroide è dedicato all'astronomo statunitense Robert Kraft.